# تشيسكي بوديوفيتسه
تشيسكي بودوفيتسه أو بودفايز (بالألمانية: Böhmisch Budweis) ، هي أكبر مدينة في جنوب بوهيميا ( جمهورية التشيك ) ومقر منطقة جنوب بوهيميا الإداري. يبلغ عدد سكانها 93.000 نسمة، وهي مدينة جامعية وصناعية ومقر أبرشية بودفايز الكنسية، كما تشتهر المدينة عالميا بمشروب بيرة بودفايزر [الإنجليزية] . في عام 1980 أضيف وسط المدينة التاريخي إلى قائمة الآثار الحضرية المحمية في جمهورية التشيك.

## الموقع الجغرافي
تقع بودفايتس على بعد حوالي 120 كيلومترًا إلى الجنوب من العاصمة براغ، وحوالي 80 كيلومترًا شمال مدينة لينز النمساوية، وقد لعب هذا الموقع المناسب استراتيجيًا واقتصاديًا وعسكريًا دورًا مهمًا للغاية منذ تأسيس المدينة.

## السكان
يشكل التشيك غالبية السكان اليوم (94.9% بتعداد عام 2001)، مع وجود أقلية من السلوفاك بواقع 1.15%. كان في المدينة في الماضي نسبة كبيرة من الناطقين بالألمانية شكلوا الأغلبية منذ تأسيس المدينة في القرون الوسطى، ومع مرور الزمن وتدفق التشيك أصبحت بودفايز جزيرة ألمانية وسط ريف ناطق بالتشيكية، إلى أن تساوت الأعداد تقريبا في عام 1880، ثم تواصلت زيادة عدد السكان التشيك في مطلع القرن العشرين وبعد تأسيس تشيكوسلوفاكيا. في الفترة بين الحربين العالميتين ظل في المدينة ما نسبته حوالي 15% من الناطقين بالألمانية. بعد نهاية الحرب العالمية الثانية طرد معظم الناطقين بالألمانية من تشيكوسلوفاكيا بناء على ما سمي بـ«توجيهات بينش» (رئيس تشيكوسلوفاكيا بعد الحرب) واتفاقية بوتسدام.
لذلك تحمل الكثير من الأماكن في المنطقة أسماء تشيكية وأخرى ألمانية.

## التاريخ

### القرون الوسطى وعصر النهضة
في عام 1265 اختار الملك البوهيمي أوتوكار الثاني ملتقى نهري فلتافا (مولداو) ومالسي (مالتش) نقطة انطلاق لتأسيس مدينة بودويز الملكية (تتبع الملك مباشرة)، بغرض تعزيز سلطته في مواجهة لوردات عائلة روزنبرغ في جنوب بوهيميا. وقد حصل عليها في مبادلة مع الأمير تشتيش (توفي حوالي 1270) الذي حصل في مقابلها على قلعة وأراضي فيلشين (القريبة من كروماو).
استوطن المدينة الحرفيون والتجار، ونمت بسرعة بفضل الامتياز الملكي والموقع الملائم والدخل من الرسوم الجمركية على مفترق طرق التجارة. وقبل حلول عام 1300 بدأ البناء في واحد من أهم مباني المدينة، وهو: الدير الدومينيكي مع مسار الصليب والكنيسة وحظيرة الملح المجاورة، وهو معلم مميز من الطراز القوطي في جنوب بوهيميا. وقد كوفئت المدينة عدة مرات للولائها للتاج، ومنحت مزايا وامتيازات متنوعة. في أواخر القرن الثالث عشر ومطلع القرن التالي شيدت كنيستان وأصبحت المدينة محاطة بأسوار جديدة. وفي الرابع عشر تحولت بودفايز إلى مركز دبلوماسي مهم بفضل موقعها المناسب، وزارها الإمبراطور كارل الرابع لإجراء مفاوضات دبلوماسية مع جيرانه.
وفي زيارته الأخيرة قرر هدم منازل في ساحة البلدة وإنشاء مبنى مخصص لسوق اللحوم، وما زال هذا المبنى قائما إلى اليوم وفيه مطعم تشيكي تقليدي،  وتذكّر غرفه الجانبية الموجودة على يسار ويمين الصحن المركزي بقاعات البيع القديمة.
في فترة الاضطرابات التي عمت في الخامس عشر كان أهل المدينة ذوو التوجه الكاثوليكي ركيزة مهمة ضد هجمات الهوسيين وشاركوا في هزيمتها. لم تتعرض المدينة لأي هجمات، بفضل دفاعاتها المتطورة. وفي عام 1453 منح الملك لاديسلاوس اليتيم بودفايز إقطاعيةً إلى عائلة روزنبيرغ الذين كانوا أعداء المدينة منذ تأسيسها. وقد عارض أهل المدينة القرار واستمر النزاع مع آل روزينبيرغ إلى تمكن الملك البوهيمي جورج فون بوديبراد من تسويته، ونتيجة لذلك ظلت بودفايز مدينة ملكية، وقد بلغ عدد سكانها حوالي 4500 نسمة، وكانت واحدة من أكبر وأهم المدن في مملكة بوهيميا.
بتداء من القرن الرابع عشر بدأت عائلات يهودية بالانتقال إلى المدينة، ولكن الوجود اليهودي فيها كان متقطعا إذ طرد اليهود منها في مراحل مختلفة. حتى القرن التاسع عشر لم يتجاوز عدد اليهود المائة، ولم يعيشوا في غيتو، وسكن ما كان يُعرف آنذاك باسم شارع جودنستراسي (اليوم شارع تشيرني فيتشي قرب البرج الأسود)، وكان في المدينة كنيس ومدرسة ومقبرة يهوديتان ومكيفاه . في عام 1505 ، اتُهم يهود بودفايز بالقيام بطقوس قتل طفل في النمسا السفلى، واعتبر محاولة هروبهم الفاشلة اعترافًا بالذنب. ونتيجة لذلك أُحرق سبعة مواطنين يهود في المقبرة اليهودية وأغرق 13 آخرون في نهر فلتافا وطرد الباقون من المدينة، ولم يستقر اليهود فيها مرة أخرى إلا بعد إعطاء المساواة القانونية لليهود في عام 1848.
شهدت المدينة في السادس عشر نموًا اقتصاديًا قويًا، خاصة من خلال تعدين الفضة، وفي عام 1541 منحت المدينة حقوق التنقيب والاستخراج المستقل، فباتت قادرة على استغلال المعادن في منطقتها ومنافسة مدينة رودولفشتات (اليوم رودفولوف [الإنجليزية]) الجبلية القريبة.
في عام 1550 ، انطلقت أول سفينة تحمل الملح إلى براغ على نهر فلتافا (مولداو)، كما جلبت تربية الأسماك في مناطق البرك المجاورة أباحًا للمدينة. شيدن مباني بودفايز على طراز عصر النهضة. في عام 1560 أقيمت صالة طعام للمسافرين في سوق اللحوم، وفي عام 1569 فتحت المدينة دار سك العملة الخاصة بها، وعالجت فيها الفضة المستخرجة من مناجمها ومناجم رودولفشتات. في عام 1577 انتهي من بناء برج المدينة "تشيرنا فيتش" (البرج الأسود) بجوار كنيسة القديس نيكولاس.

### حرب الثلاثين عاما
في الثورة البوهيمية وفترة حرب الثلاثين عامًا التي تلتها ظلت المدينة موالية للعائلة الإمبراطورية وعانت كثيرًا جرّاء ذلك. ففي عام 1618 حوصر كونت بوكوي المارشال تشارلز بونافنتورا دي لونجيفال هناك وعم الجوع ونفذت المواد الغذائية. وفي عام 1620 اتخذ المارشال بالتاسار فون ماراداس المدينة مقرا رئيسيا لقواته، وجعلت التحصينات المنيعة المدينة حصنًا مهمًا استراتيجيًا وأصبحت المدينة مركزا إداريا مهما في مملكة بوهيميا، جلبت إليها جواهر التاج البوهيمي في عام 1631 لتحفظ في كنيسة القديس نيكولاس، كما لجأ كبار مسؤولي الدولة مرارا إلى قلعة بودفايز.
وبينما تسببت أحداث الحرب الفعلية في أضرار طفيفة فقط، دمر في يوليو 1641حريق كبير 226 منزلاً، أي أكثر من نصف المدينة. بعد نهاية الحرب في عام 1648 ، بدأت عملية إعادة بناء بطيئة للمدينة استغرقت عدة عقود، ونظمت كنيسة المدينة رحلة «تسوّل» لجمع التبرعات من أجل إعادة إعمار المدينة، نجحت في جلب الكثير من المال والمواد معا.

### في الإمبراطورية النمساوية

#### القرن الثامن عشر
أحدث عصر الباروك تغييرات كبيرة في مظهر المدينة، وأثريت المدينة بعدد من المباني الدينية والمدنية التي تحولت إلى معالم مهمة في المدينة، منها ونافورة سامسون وسط المدينة، مثل دار البلدية وكنيسة القديس نيكولاس.
تحولت المدينة بفضل إصلاحات الإمبراطورة ماريا تيريزا والإصلاحات الجوزيفينية التي تلتها في منتصف القرن الثامن عشر إلى مقر لدائرة حديثة التكوين. فقد أنشأت رهبانية البياريست التي استقرت هناك في عام 1762 مدرسة داخلية استخدمت فيها اللاتينية لغة للتدريس، وأصبحت مركزًا لتعليم المتفوقين من أبناء منطقة غابة بوهيميا، وساهمت في زيادة أهمية المدينة الثقافية. كما بني في نفس الوقت مسرح المدينة وفي عام 1785 في عهد الإمبراطور جوزيف الثاني أسست أبرشية بودفايز، وبعدها بعقدين افتتح معهد ديني ومعهد للفلسفة. في عام 1795 أسس مواطنون ألمان في المدينة معمل تخمير مواطني بودفايز (بالألمانية: Budweiser Bürgergebräu) الذي تدفق جزء من دخله إلى خزينة المدينة ووزع جزئيا على المساهمين من أهلها، وجلب لاحقا في القرن التاسع عشر شهرة عالمية إلى المدينة.

#### القرن التاسع عشر
نشأت في القرن التاسع عشر طفرة اقتصادية ملحوظة أدت إلى نشوء طبقة برجوازية في مجتمع المدينة، وكان من أبرز رجال الأعمال فيها مهندس السكك الحديدية فرانز أنطون فون غيرستنر الذي بنى بين عامي 1825 و 1832سكة حديد لقطار تجره الأحصنة بين بودفايز ولينتس في النمسا العليا كان الأول من نوعه في القارة الأوروبية، كما نمت حركة الشحن على نهر فلتافا (مواداو) التي أجرى فيها رجل الأعمال أدالبيرت لانا تحديثات وتحسينات مهمة في نقل البضائع إلى براغ وإلى الشمال مع نهر إلبه، وكذلك إلى فيينا. وساعد ذلك في نمو الصناعة والتجارة في المدينة.
بلغ عدد سكان بودفايز عام 1841 الـ13.097 نسمة، منهم 8135 في المدينة و 4962 في البلدات المحيطة. كانت الألمانية هي اللغة السائدة في المدينة وفي بلدات رودولفشتات، برود، دوبيكن ، سترودينيتز ، فيرهوف ، غويرندورف ، ليتنوفيتز ، هاكيلهوف ، بلان ، ديرنفيليرن ، هلينز ، لودوس ، بفافيندورف ، بوميشفلرن ، بفافينهوف ، شندلهوفليرن ، بفافينهوف ، شندلهوف وغوتفاسر ستروبس، مع وجود جزء يتكلم التشيكية.
في عام 1847 نقل أبناء المهندس المعماري جوزيف هاردتموت شركتهم المنتجة لأقلام الرصاص من فيينا إلى بودفايز بعد أن عثر على الغرافيت في منطقة موغراو بالقرب من المدينة، وفي عام 1871 أنشأت عائلة هاردتموت أول مصنع كبير في المدينة بـ2000 مستخدم، وهي الشركة التي أصبح اسمها اليوم كوهينور هاردموت [الإنجليزية]التي مازالت تنتج أقلام الرصاص والسلع الخزفية.
في عام 1890 أنشئ خط السكة الحديدية نحو كابليتس القريبة من كروماو.
حتى عام 1890 كانت غالبية سكان المدينة من الناطقين بالألمانية، فيما تكلم أهل القرى المحيطة بها التشيكية. لاحقا زاد عدد الناطقين بالتشيكية في المدينة بفعل تدفق العاملين إليها وتحولوا بالتدريج إلى أغلبية، إلا أن رؤساء البلديات ظلوا شخصيات من الناطقين بالألمانية بفعل حق الاقتراع القائم على ملكية المنازل، الذي ساد حتى نهاية الإمبراطورية المجرية في عام 1918 وظهور دولة تشيكوسلوفاكيا (في تعداد عام 1930 بلغت نسبة السكان الناطقين بالألمانية الـ 14٪).
| العام | عدد السكان | ملاحظات |
| ----- | ---------- | --- |
| 1830  | 0 7،426    | في 784 منزلًا |
| 1840  | 0 8135     | بدون القرى المحيطة (4962 من السكان الألمان والتشيك) ، وداخل المدينة معظمهم من السكان الألمان، بما في ذلك خمس عائلات بروتستانتية |
| 1849  | حوالي 9000 | سكان ألمان وتشيك |
| 1857  | 16730      | بما في ذلك 16469 كاثوليكيًا و11 مسيحيًا "آخر" و250 بهوديا                                                                         |
| 1900  | 39328      | يشمل العدد الحامية (2155 رجلاً)، 40 ٪ الألمان ، 60 ٪ التشيك                                                                      |

في عام 1895أسس مواطنون تشيكيون مصنع الجعة التعاوني الذي يدعى اليوم مصنع جعة بودفايزر بروي مصنع بيرة بودفايزر [الإنجليزية] لينافس المصنع الذي أسسه الألمان.

### القرن العشرون
في يناير 1915 انتقل الكاتب التشيكي ياروسلاف هاشيك إلى ثكنات مارينبلاتز (ماريانسكي ناميستي) ليخدم في فوج المشاة البوهيمي الـ91 من جيش الإمبراطورية النمساوية المجرية الذي أرسل في الحرب العالمية الأولى إلى الجبهة الشرقية. يلخص هاشيك تجربته في تلك الفترة في روايته الجندي الصالح شفيك االشطّارية.لساخرة التي تعبر عن معاداة النزعة العسكرية.

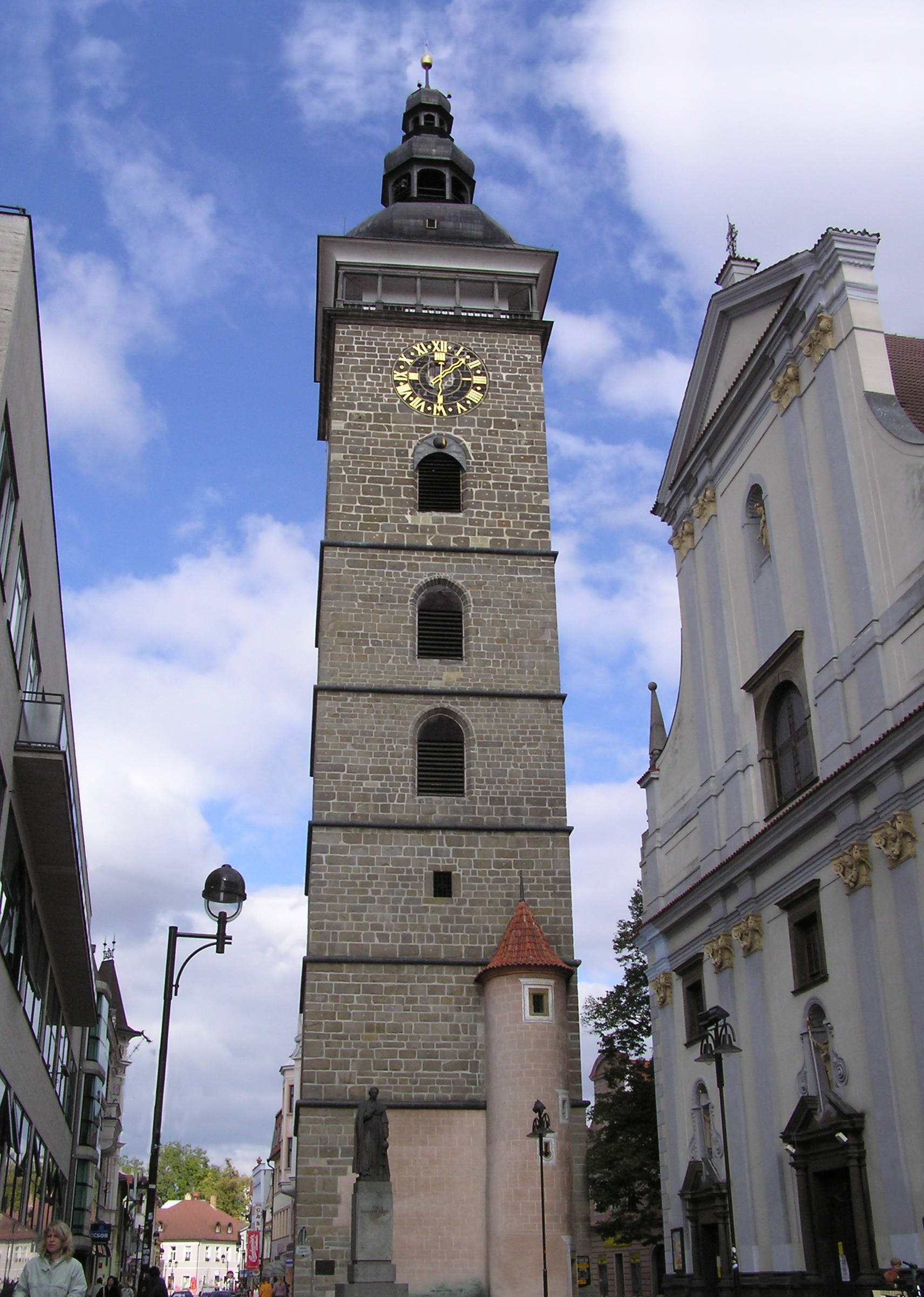
البرج الأسود

بعد نهاية الحرب العالمية الأولى وانهيار الإمبراطورية النمساوية أصبحت بودفايتس جزءا من جمهورية تشيكوسلوفاكيا الوليدة.

احتلت القوات المسلحة الألمانية بودفايز في عام 1939 وأصبحت المدينة جزءًا من محمية بوهيميا ومورافيا . لعب الجستابو تحت إشراف هانتس شتوسبيرغدورًا رئيسيًا في قمع واضطهاد سكان المدينة، وحلت معظم الجمعيات التشيكية وأزيلت الرموز تشيكوسلوفاكيا. لوحق اليهود ورحّل معظمهم إلى معسكر اعتقال تيريزينشتات، ونسف الكنيس اليهودي المبني على الطراز القوطي الجديد. أقيم في الفترة بين أبريل 1942 ويونيو 1943 في ضواحي المدينة محتشد فرعي لمعسكر اعتقال تيريزينشتات. استهدفت المدينة في نهاية الحرب العالمية الثانية بالقصف الأمريكي، مما أسفر عن مقتل حوالي 220 شخصًا. وفي الخامس من مايو 1945 استولى الثوار التشيك على إدارة المدينة بعد يومين من انسحاب القوات الألمانية، وبعد ذلك بيوم واحد وصل الجيش الأحمر إلى بودفايز.
بعد نهاية الحرب العالمية الثانية في مايو 1945 عادت بودفايز جزءا من جمهورية تشيكوسلوفاكيا التي أعيد تأسيسها. طُرد معظم السكان الألمان ونقلوا بالسكك الحديدية إلى النمسا وبافاريا .
ظلت المدينة المركز الاقتصادي والثقافي لجنوب بوهيميا، وفي عام 1949 أصبحت مقرًا لمقاطعة تشيسكي بودوفيتسه المشكلة حديثًا. عام 1991 أصبح فيها مقر جامعة بوهيميا الجنوبية، ومنذ العام أصبحت بودفايز المقر الإداري لمنطقة بوهيميا الجنوبية

## المناخ
يظهر الجدول التالي التغييرات المناخية على مدار السنة في تشيسكي بوديوفيتسه:
| البيانات المناخية لـتشيسكي بوديوفيتسه | البيانات المناخية لـتشيسكي بوديوفيتسه | البيانات المناخية لـتشيسكي بوديوفيتسه | البيانات المناخية لـتشيسكي بوديوفيتسه | البيانات المناخية لـتشيسكي بوديوفيتسه | البيانات المناخية لـتشيسكي بوديوفيتسه | البيانات المناخية لـتشيسكي بوديوفيتسه | البيانات المناخية لـتشيسكي بوديوفيتسه | البيانات المناخية لـتشيسكي بوديوفيتسه | البيانات المناخية لـتشيسكي بوديوفيتسه | البيانات المناخية لـتشيسكي بوديوفيتسه | البيانات المناخية لـتشيسكي بوديوفيتسه | البيانات المناخية لـتشيسكي بوديوفيتسه | البيانات المناخية لـتشيسكي بوديوفيتسه |
| الشهر                                 | يناير                                 | فبراير                                | مارس                                  | أبريل                                 | مايو                                  | يونيو                                 | يوليو                                 | أغسطس                                 | سبتمبر                                | أكتوبر                                | نوفمبر                                | ديسمبر                                | المعدل السنوي                         |
| ------------------------------------- | ------------------------------------- | ------------------------------------- | ------------------------------------- | ------------------------------------- | ------------------------------------- | ------------------------------------- | ------------------------------------- | ------------------------------------- | ------------------------------------- | ------------------------------------- | ------------------------------------- | ------------------------------------- | ------------------------------------- |
| متوسط درجة الحرارة الكبرى °م (°ف)     | 1.4 (34.5)                            | 2.9 (37.2)                            | 8.6 (47.5)                            | 13.9 (57.0)                           | 19.2 (66.6)                           | 22.1 (71.8)                           | 24.0 (75.2)                           | 23.5 (74.3)                           | 19.4 (66.9)                           | 13.3 (55.9)                           | 6.3 (43.3)                            | 2.7 (36.9)                            | 13.1 (55.6)                           |
| المتوسط اليومي °م (°ف)                | −1.9 (28.6)                           | −0.9 (30.4)                           | 3.7 (38.7)                            | 8.2 (46.8)                            | 13.2 (55.8)                           | 16.3 (61.3)                           | 18.0 (64.4)                           | 17.6 (63.7)                           | 13.8 (56.8)                           | 8.4 (47.1)                            | 3.1 (37.6)                            | −0.1 (31.8)                           | 8.3 (46.9)                            |
| متوسط درجة الحرارة الصغرى °م (°ف)     | −5.1 (22.8)                           | −4.7 (23.5)                           | −1.2 (29.8)                           | 2.6 (36.7)                            | 7.2 (45.0)                            | 10.5 (50.9)                           | 12.1 (53.8)                           | 11.7 (53.1)                           | 8.2 (46.8)                            | 3.6 (38.5)                            | 0.0 (32.0)                            | −2.9 (26.8)                           | 3.5 (38.3)                            |
| الهطول مم (إنش)                       | 42 (1.7)                              | 42 (1.7)                              | 45 (1.8)                              | 48 (1.9)                              | 79 (3.1)                              | 94 (3.7)                              | 98 (3.9)                              | 84 (3.3)                              | 58 (2.3)                              | 43 (1.7)                              | 47 (1.9)                              | 50 (2.0)                              | 730 (28.7)                            |
| المصدر: Climate Data ORG              |                                       |                                       |                                       |                                       |                                       |                                       |                                       |                                       |                                       |                                       |                                       |                                       |                                       |

## بيرة (جعة) بودفايزر
لبودفايز تقليد عريق في صناعة الخمور، وتستعمل معامل الجعة المحلية اسم المدينة علامة تجارية «بودفايزر» (بالألمانية: Budweiser)، وهناك حقوق تسمية مختلفة، وخلاف قانوني على استخدام العلامة التجارية بين شركة بورغر براو التي أسست عام 1795 وشركة بودفايزر بودفار التي أسست عام 1895، أدى إلى احتفاظ الأولى بالعلامة في السوق الأمريكي، والثانية في السوق الأوروبي.

## توأمة
لتشيسكي بوديوفيتسه اتفاقيات توأمة مع كل من:
- النمسا، لينتس، منذ 1987
- ألمانيا، باساو، منذ 1993
- ألمانيا، زول، منذ 1979
- فرنسا، لوريان، منذ 1997
- سلوفاكيا، نيترا

## أعلام
- بيفل كانتور
- ماكسيميليان أدلر
- فرانتيشيك ستراكا
- يوهان بوم
- ييري مادل
- ميروسلاف دفوراك